# Amblyomma rotundatum
Amblyomma rotundatum (лат.) — вид клещей рода Amblyomma из семейства Ixodidae.
Центральная и Южная Америка: Мексика (Мичоакан и Чьяпас), Гватемала, Коста-Рика, Панама, Колумбия, Венесуэла, Французская Гвиана, Суринам, Перу, Парагвай, Бразилия, Аргентина (Кордова, Формоза и Сантьяго-дель-Эстеро), острова Ямайка, Гваделупа, Мартиника, Гренада и Тринидад. Этот вид был интродуцирован во Флориду (США). 
Все стадии развития паразитируют на лягушках и рептилиях (змеи, ящерицы, черепахи), но предпочитают тростниковую жабу Агу (Bufo marinus). Партеногенетический вид. Жизненный цикл может быть как с одним хозяином, так и с двумя, и с тремя.
Вид был впервые описан в 1844 году немецким энтомологом и арахнологом Карлом Людвигом Кохом (Carl Ludwig Koch, 1788—1857).
Переносчики риккетсий Rickettsia bellii.